# Associação Internacional de Sociologia
A Associação Internacional de Sociologia (AIS) é uma entidade científica e profissional que foi fundada em 1949 como órgão da Unesco e congrega entidades nacionais de 109 países.
A entidade brasileira vinculada à AIS é a Sociedade Brasileira de Sociologia. A entidade portuguesa vinculada à AIS é a Associação Portuguesa de Sociologia.